# 국가안보의용민병대
국가안보의용민병대(이탈리아어: Milizia Volontaria per la Sicurezza Nazionale; MVSN)는 이탈리아 왕국 국가 파시스트당의 준군사조직이다. 검은 셔츠단(이탈리아어: camicie nere; CCNN)이라는 별명이 유명하다.
1919년 3월에 결성된 파시스트당의 전위활동대이다. 유니폼으로 검은 셔츠를 입고 다녔기 때문에 붙여진 이름이다. 제1차 세계대전 동안 이탈리아 돌격대(arditi)의 대표적인 상징인 베니토 무솔리니(Benito Mussolini)가 만들었다.

## 개요

### 등장
제1차 세계대전 종전 이후, 이탈리아의 사회는 매우 혼란했었다. 1차 세계대전 때 협상국들로부터 전승국답지 못한 푸대접을 받는 등 국내의 상황은 이러한 불만요소들이 터져나와 파업이 끊이지 않았었다. 또한 20세기 이탈리아는 사회주의자들이 대두하고, 농민들과 노동자들이 이탈리아 공산당 창당으로 진보적인 정치세력으로 발전한 시기였으므로, 이탈리아의 대지주세력들이나 군부 등은 위기감을 느꼈다. 그래서 극단적 보수단체인 검은 셔츠단이 사회주의자들의 정치, 경제 등 조직을 파괴하기 위해 1919년 3월에 처음 조직되어 각 분대를 '행동대'(Squadre d' Azione)라고 불렀다.

### 정치테러 및 정치장악
1920년말 검은 셔츠단은 기독교 사회주의자, 사회주의자뿐 아니라 공산주의자, 공화주의자, 민주적 노동조합도 무차별 공격하고 파괴했으며, 이러한 파시스트 행동대가 늘어감에 따라 무고한 수백 명의 사람들이 살해당했다. 1922년 10월 24일 나폴리에서 열린 파시스트 대표자회의를 구실삼아 전국의 무장한 검은 셔츠단이 한곳에 모였고 그 유명한 로마 진군을 감행하여 무솔리니를 권좌에 앉혔다. 이듬해 1923년 2월 1일, 베니토 무솔리니가 정계에 집권함에 따라 개인 조직이던 검은 셔츠단은 공공 조직인 파시스트 민병대로 탈바꿈했다. 검은 셔츠는 파시스트 군대만 입은 것이 아니라 다른 파시스트와 그들에게 동조한 사람도 입었으며 애국 행사가 있을 때는 특히 그랬다.
정치적 관점에서는 극단적 국가주의자들이었지만, 정치적 관점과는 상관 없이 파시즘에 반대하는 모든 사람들을  공산주의자로 간주하여 적으로 대하였다. 전후의 경제파탄에서 비롯된 혼란을 틈타 의회에서 35석의 의석을 확보하는 등 급격히 성장하였다.
이탈리아 비행사인 이탈로 발보(Italo Balbo)는 베니토 무솔리니의 공군을 발전시키고 파시즘을 전파하는 데 결정적인 역할을 하였으며, 1922년 10월 28일의 로마진군에서 검은 셔츠단을 지휘하였다. 베니토 무솔리니가 파시즘 조직을 만들고 정권을 장악하는 과정에서 처음으로 일어난 큰 사건이었다.
1922년 10월 24일 나폴리에서 열린 파시스트 대표자회의를 구실로 삼아 전국의 무장한 검은 셔츠를 입은 추종자들은 베니토 무솔리니를 총리로 임명하라고 요구하는 한편, 이 요구를 들어주지 않으면 무력으로 정부를 무너뜨리겠다고 협박하면서 로마로 행진하기 시작하였다. 이탈리아 국왕은 이에 굴복하였고, 이튿날 베니토 무솔리니에게 정부구성을 요청하였다. 10월 31일 베니토 무솔리니는 정권장악을 선언하였고, 이 전위활동대를 정규화한다고 발표하였다.
베니토 무솔리니는 1923년 파시스트당을 제외한 모든 정당을 불법화하고, 그때부터 이탈리아를 전체주의 국가로 다스렸다. 같은 해 2월 개인조직이던 이 무장부대는 공공조직인 파시스트 민병대로 개편되었다.

### 몰락
그러나 1943년 무솔리니의 실각과 함께 검은 셔츠단은 몰락을 맞게되어 해체된다. 살로 공화국의 창건과 동시에 부활하지만, 전체적으로 수준이 더욱 악화되어 빨치산 토벌조차 할 수 없는 수준이 되었다. 독일군이 모든 것을 장악함과 동시에 유명무실한 조직이 되어 실질적으로 몰락했다고 볼 수 있다.

## 같이 보기
- 베니토 무솔리니
- 파시스트
- 로마 진군

## 참고 자료
- 이 문서에는 다음커뮤니케이션(현 카카오)에서 GFDL 또는 CC-SA 라이선스로 배포한 글로벌 세계대백과사전의 내용을 기초로 작성된 글이 포함되어 있습니다.